# Odontoblasto
Odontoblasto é um tipo de células colunares responsáveis pela síntese de matriz da pré-dentina. Esta célula com origem na crista neural localizada na parte externa da surperficie da polpa dental, e cuja função biologica é a dentinogênese, que é o processo de criação da dentina, a estrutura que fica abaixo do esmalte dental. Os odontoblastos surgem nos locais onde ocorre o desenvolvimento do dente durante 17-18 semanas de vida intra-uterina e encontram se presentes até a morte do indivíduo exceto se forem mortos antes por bactérias, agressões químicas, ou indiretamente de outras formas (por exemplo quando aspirados para dentro dos túbulos dentinários quando se usam canetas de alta-rotação sobre os tecidos dentários localizados logo acima da polpa. Os odontoblastos formam dentina durante toda vida do indivíduo (sendo esta a dentina terciária, que ocorre quando há agressões sobre a dentina, seja bacteriana ou não), O que pode ser uma tentativa de compensar o desgaste natural do esmalte. 